# Kiermas
Kiermas (lub kermas) – uroczystość odpustowa na Warmii.
W uroczystości brali udział wszyscy krewni i znajomi, którzy zjeżdżali z całej okolicy. Według tradycji po nabożeństwie udawano się do jednego z krewnych na przyjęcie biesiadne. Tego typu spotkania były okazją do wymiany poglądów i dyskusji, jednoczyły społeczność warmińską wokół tradycyjnych zwyczajów oraz wzmacniały więź z Kościołem. Kiermasy były zaczynem tradycji warmińskiej, skłaniały do zachowania obyczajów po przodkach i do obrony przed wpływami z zewnątrz i innych kultur. Przyjmuje się, iż dzięki przywiązaniu do tradycji i konserwatyzmowi Warmiacy w większości oparli się germanizacji. Wobec zagrożenia swej tożsamości i tradycji potrafili się zjednoczyć i w sposób pokojowy przeciwstawić się zeświecczaniu.
Aktualnie na terenie historycznej Warmii corocznie odbywa się plenerowa impreza "Warmiński Kiermas".